# Vlag van Albrandswaard
De vlag van Albrandswaard is op 28 oktober 1985 door de gemeenteraad van de Zuid-Hollandse gemeente Albrandswaard aangenomen als gemeentelijke vlag. De vlag kan als volgt worden beschreven:
een vlag in de verhouding hoogte: lengte van 2:3, bestaande uit een blauwe hijs (of broeking) en een gele vlucht. De hijs beladen met 3 witte schildjes boven elkaar, elk met een breedte van 1/4 vlaghoogte, elk beladen met 5 blauwe bollen, geplaatst 2, 1, 2.   De vlucht beladen met 3 rode liggende, aangrenzende punten boven elkaar, de bases grenzend aan de hijs, de punten de rand van de vlucht rakend.
De vlag is afgeleid van het gemeentewapen: het schildhoofd is weergegeven als verticale band aan de hijszijde; de tekening van het wapen is gespiegeld weergegeven in de vlucht.

## Verwante afbeeldingen

De vlag van Poortugaal
De vlag van Rhoon, eveneens gespiegeld t.o.v. het wapen

Alblasserdam
· Albrandswaard
· Alphen aan den Rijn
· Barendrecht
· Bodegraven-Reeuwijk
· Capelle aan den IJssel
· Delft
· Den Haag
· Dordrecht
· Goeree-Overflakkee
· Gorinchem
· Gouda
· Hardinxveld-Giessendam
· Hendrik-Ido-Ambacht
· Hillegom
· Hoeksche Waard
· Kaag en Braassem
· Katwijk
· Krimpen aan den IJssel
· Krimpenerwaard
· Lansingerland
· Leiden
· Leiderdorp
· Leidschendam-Voorburg
· Lisse
· Maassluis
· Midden-Delfland
· Molenlanden
· Nieuwkoop
· Nissewaard
· Noordwijk
· Oegstgeest
· Papendrecht
· Pijnacker-Nootdorp
· Ridderkerk
· Rijswijk
· Rotterdam
· Schiedam
· Sliedrecht
· Teylingen
· Vlaardingen
· Voorne aan Zee
· Voorschoten
· Waddinxveen
· Wassenaar
· Westland
· Zoetermeer
· Zoeterwoude
· Zuidplas
· Zwijndrecht